# السعودية في كأس آسيا 1992
شارك المنتخب السّعُوديّ في بطولة كأس آسيا 1992 والتي عُقِدَت في اليابان.
للمشاركة الثالثة على التوالي، تمكّن المنتخب السعودي مرة أخرى من الوصول إلى نهائي المسابقة. لكنّه خسر في النهائي أمام المنتخب المضيف الياباني بهدف نظيف سجّلهُ اللاعب تاكويا تاكاغي.

## التصفيات
بصفته حاملا للقب، تم إعفاء المنتخب السعودي من التصفيات، وتأهل تلقائيًا للبطولة.

## التحضيرات
أجرى المتخب السعودي ثلاث مباريات ودية تحضيرا للبطولة، مباراة ودية ضد الكاميرون، ومباراتين ضمن كأس الملك فهد 1992، أمام كل من الولايات المتحدة والأرجنتين.
| السعودية | 2–1            | الكاميرون |
| -------- | -------------- | --------- |
|          | تقرير المقابلة |           |

| السعودية                                             | 3–0            | الولايات المتحدة |
| ---------------------------------------------------- | -------------- | ---------------- |
| فهد الهريفي 48' · يوسف الثنيان 74' · خالد المولد 84' | تقرير المقابلة | توني آدمز 54'    |

| السعودية          | 1–3            | الأرجنتين                                                       |
| ----------------- | -------------- | --------------------------------------------------------------- |
| سعيد العويران 65' | تقرير المقابلة | ليوناردو رودريغيز 18' · كلاوديو كانيجيا 24' · دييغو سيميوني 64' |

## مرحلة المجمُوعات
| المجموعة 2 |          |      |     |   |   |   |    |      |     |
|            | المنتخب  | نقاط | لعب | ف | ت | خ | له | عليه | ف.أ |
| 1          | السعودية | 4    | 3   | 1 | 2 | 0 | 6  | 2    | +4  |
| 2          | الصين    | 4    | 3   | 1 | 2 | 0 | 3  | 2    | +1  |
| 3          | قطر      | 2    | 3   | 0 | 2 | 1 | 3  | 4    | -1  |
| 4          | تايلاند  | 2    | 3   | 0 | 2 | 1 | 1  | 5    | -4  |

| 29 أكتوبر | السعودية | 1 | 1 | الصين   |
|           | قطر      | 1 | 1 | تايلاند |
| 31 أكتوبر | السعودية | 1 | 1 | قطر     |
|           | الصين    | 0 | 0 | تايلاند |
| 2 نوفمبر  | السعودية | 4 | 0 | تايلاند |
|           | الصين    | 2 | 1 | قطر     |

### السعُودية ضد الصين
| السعودية         | 1–1            | الصين       |
| ---------------- | -------------- | ----------- |
| يوسف الثنيان 17' | تقرير المقابلة | لي بينغ 41' |

### السّعُودية ضد قطر
| السعودية      | 1–1            | قطر             |
| ------------- | -------------- | --------------- |
| خالد مسعد 86' | تقرير المقابلة | مبارك مصطفى 74' |

### السعُودية ضد تايلند
| السعودية                                     | 4–0            | تايلاند |
| -------------------------------------------- | -------------- | ------- |
| العويران 4' · الهريفي 19'، 72' · الثنيان 64' | تقرير المقابلة |         |

## مرحلة خُروج المغلُوب

### نصف النهائي

#### السعودية ضد الإمارات
| السعودية                   | 2–0            | الإمارات العربية المتحدة |
| -------------------------- | -------------- | ------------------------ |
| العويران 67' · الهريفي 80' | تقرير المقابلة |                          |

### النهائي

#### اليابان ضد السعودية
| اليابان   | 1–0            | السعودية |
| --------- | -------------- | -------- |
| تاكاغي 6' | تقرير المقابلة |          |

## مَرَاجِع
1. ↑  "مباريات كأس أمم آسيا 1992 على موقع مؤسسة إحصاءات وثيقة لرياضة كرة القدم". RSSSF.com. مؤرشف من الأصل في 2019-06-10.